# 科特塔耶姆-马拉巴尔
科特塔耶姆-马拉巴尔（Kottayam-Malabar），是印度喀拉拉邦Kannur县的一个城镇。总人口17500（2001年）。

## 人口
该地2001年总人口17500人，其中男性8306人，女性9194人；0—6岁人口1966人，其中男993人，女973人；识字率83.70%，其中男性为85.71%，女性为81.88%。